# 稲垣裕介
稲垣 裕介（いながき ゆうすけ、1981年5月12日 - ）は、日本の実業家、技術者。株式会社ユーザベース創業者・代表取締役Co-CEO、株式会社ニューズピックス代表取締役Co-CEO。

## 人物・経歴
愛知県岡崎市出身。愛知県立岡崎北高等学校を経て、のちに共同創業者となった同級生梅田優祐の勧めで関東地方へ進路変更し、2004年埼玉大学工学部電気電子システム工学科卒業、アビームコンサルティング入社。2008年ユーザベースを設立し、同社取締役CTO（最高技術責任者）に就任。2012年ユーザベース取締役COO（最高執行責任者）。2017年ユーザベース代表取締役CEO（最高経営責任者）兼社長兼ニューズピックス代表取締役。2020年ユーザベース代表取締役COO（最高執行責任者）。2021年辞任した梅田の後を受けユーザベース代表取締役CEO（最高経営責任者）に復帰。同年ユーザベース代表取締役Co-CEO兼ニューズピックス代表取締役Co-CEO。